# SISMI
SISMI, Servizio per le Informazioni e la Siccurezza Militare, var Italiens militära underrättelsetjänst 1977–2007.